# Клементе Руссо
Клементе Руссо  (італ. Clemente Russo, 27 липня 1982) — італійський боксер, олімпійський медаліст.

## Аматорська кар'єра
На чемпіонаті світу 2003 в напівважкій категорії програв у другому бою Магомеду Аріпгаджиєву (Білорусь).
2004 року став чемпіоном світу серед військовослужбовців.
На Олімпійських іграх 2004 програв у першому бою Андре Ворду (США).
На чемпіонаті Європи 2006 у важкій вазі програв у другому бою Александру Повернову (Німеччина).
На чемпіонаті світу 2007 став чемпіоном.
- В 1/32 фіналу переміг Денні Прайса (Англія) — 14-5
- В 1/16 фіналу переміг Лукаша Віктора (Чехія) — 17-6
- В 1/8 фіналу переміг Александра Повернова (Німеччина) — 17-5
- В 1/4 фіналу переміг Мілорада Гайовича (Сербія і Чорногорія) — 15-3
- У півфіналі переміг Юйшань Ніцзяті (Китай) — 19-11
- У фіналі переміг Рахіма Чахкієва (Росія) — 7-6

На Олімпійських іграх 2008 завоював срібну медаль.
- В 1/8 фіналу переміг Віктора Зуєва (Білорусь) — 7-1
- В 1/4 фіналу переміг Олександра Усика (Україна) — 7-4
- У півфіналі переміг Деонтея Вайлдера (США) — 7-1
- У фіналі програв Рахіму Чахкієву (Росія) — 2-4

На чемпіонаті світу 2009 переміг Хуліо Сезар Кастільйо (Еквадор) і Василя Левіта (Казахстан), а у чвертьфіналі програв Єгору Мехонцеву (Росія).
З 2010 року брав участь в новоствореній напівпрофесійній Світовій серії боксу. Виступав у складі італійської команди «Міланські Громи» (англ. Milano Thunder). Завдяки успіхам в Світовій серії боксу кваліфікувався на Олімпійські ігри 2012. На Олімпійських іграх 2012 завоював срібну медаль.
- В 1/8 фіналу пройшов без бою Тумба Сильва (Ангола)
- В 1/4 фіналу переміг Хосе Лардуета (Куба) — 12-10
- У півфіналі переміг Теймура Мамадова (Азербайджан) — 15-13
- У фіналі програв Олександру Усику (Україна) — 11-14

На чемпіонаті світу 2013 став чемпіоном.
- В 1/16 фіналу переміг Левана Гуледані (Грузія) — 3-0
- В 1/8 фіналу переміг Джима Андрісена (Данія) — 3-0
- В 1/4 фіналу переміг Марко Каліча (Хорватія) — 3-0
- У півфіналі переміг Теймура Маммадова (Азербайджан) — 3-0
- У фіналі переміг Євгена Тищенко (Росія) — 3-0

На Олімпійських іграх 2016 переміг Хассена Шактамі (Туніс) і програв Євгену Тищенко (Росія).
Впродовж 2017—2018 років продовжував виступати в Світовій серії боксу у надважкій вазі. На Олімпійські ігри 2020 кваліфікуватися не зміг.
Клементе Руссо завершив свою боксерську кар'єру після Олімпійських ігор 2016 року в Ріо-де-Жанейро, де він виграв срібну медаль. 
Після Олімпіади 2016 року Клементе Руссо не брав участі у професійних боях і не заявляв про повернення у великий спорт, тому можна вважати, що він завершив кар'єру у 2016 році. 

### Виступи на Олімпіадах
| Олімпіада   | Дисципліна | Місце      |
| ----------- | ---------- | ---------- |
| Афіни 2004  | до 81 кг   | 1/8 фіналу |
| Пекін 2008  | до 91 кг   |            |
| Лондон 2012 | до 91 кг   |            |
| Ріо 2016    | до 91 кг   | 1/4 фіналу |